# Hodgeroth
Hodgeroth ist ein Ortsteil der Gemeinde Ruppichteroth. 

## Geographie
Der Weiler liegt auf den Hängen des Bergischen Landes. Nachbarorte sind Bölkum und Stranzenbach im Norden sowie Obersaurenbach und Ruppichteroth im Süden. In Hodgeroth entspringt der Millerscheider Bach.

## Geschichte
1666 lebten laut der damaligen Huldigungsliste in Hodgeroth die Familienoberhäupter Rorich, Albert Schmitt und Seymon Bucher.
1809 hatte der Ort 31 katholische und 30 lutherische Einwohner.
1910 waren für Hodgeroth die Haushalte von Ackerer Eduard und Wilhelm Adolphs, Maurer Heinrich Hänscheid, Ackerin (Witwe?) Friedrich Hänscheid, Maurergeselle Otto Keim, Ackerer Heinrich Lindenberg, Ackerer Friedrich Philipp, Ackerer Peter Wilhelm und Wilhelm Schmidt, Ackerer Karl Stöcker und Ackerer Wilhelm Stommel verzeichnet.